# Tert-Amylmethylether
tert-Amylmethylether (TAME) ist ein campherartig riechender aliphatischer Ether, der zum einen wegen seiner Verwendung als Zusatzstoff in Ottokraftstoffen sowie zum anderen als Lösungsmittel in der organischen Chemie technische Bedeutung erlangt hat. 

## Herstellung
Der Ether wird durch säurekatalysierte Addition von Methanol an 2-Methylbut-1-en bzw. 2-Methylbut-2-en (Isopenten) hergestellt. Als Katalysator werden saure Ionenaustauscher verwendet.
Die Produktionsmenge in der EU liegt zwischen 100.000 und 1 Mio. Jahrestonnen.

## Eigenschaften
Der  Flammpunkt von tert-Amylmethylether liegt bei ca. −18 °C, die Zündtemperatur bei 345 °C und die Explosionsgrenzen zwischen 1,18 % (untere Explosionsgrenze) und 7,1 % (obere Explosionsgrenze).